# Houston County (Georgia)
Das Houston County ist ein County im Bundesstaat Georgia der Vereinigten Staaten. Der Verwaltungssitz (County Seat) ist Perry, das nach Oliver Hazard Perry benannt wurde.

## Geographie
Das County liegt leicht östlich des geographischen Zentrums von Georgia und hat eine Fläche von 984 Quadratkilometern, wovon acht Quadratkilometer Wasserfläche sind und grenzt im Uhrzeigersinn an folgende Countys: Twiggs County, Bleckley County, Pulaski County, Dooly County, Macon County, Peach County und Bibb County.
Das County ist Teil der Metropolregion Warner Robins.

## Geschichte
Houston County wurde am 15. Mai 1821 als 51. County von Georgia aus Land der Creek-Indianer gebildet. Benannt wurde es nach John Houstoun, einem Gouverneur von Georgia in der Zeit von 1778 bis 1784.

## Demografische Daten

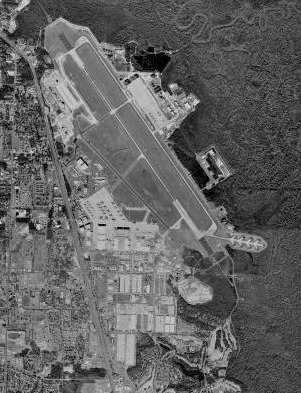
Robins Air Force Base

Laut der Volkszählung von 2010 verteilten sich die damaligen 139.900 Einwohner auf 53.051 bewohnte Haushalte, was einen Schnitt von 2,61 Personen pro Haushalt ergibt. Insgesamt bestehen 58.325 Haushalte.
71,4 % der Haushalte waren Familienhaushalte (bestehend aus verheirateten Paaren mit oder ohne Nachkommen bzw. einem Elternteil mit Nachkomme) mit einer durchschnittlichen Größe von 3,09 Personen. In 38,7 % aller Haushalte lebten Kinder unter 18 Jahren sowie in 19,9 % aller Haushalte Personen mit mindestens 65 Jahren.
29,6 % der Bevölkerung waren jünger als 20 Jahre, 27,7 % waren 20 bis 39 Jahre alt, 27,6 % waren 40 bis 59 Jahre alt und 15,1 % waren mindestens 60 Jahre alt. Das mittlere Alter betrug 35 Jahre. 48,7 % der Bevölkerung waren männlich und 51,3 % weiblich.
63,3 % der Bevölkerung bezeichneten sich als Weiße, 28,6 % als Afroamerikaner, 0,3 % als Indianer und 2,4 % als Asian Americans. 2,5 % gaben die Angehörigkeit zu einer anderen Ethnie und 2,8 % zu mehreren Ethnien an. 6,1 % der Bevölkerung bestand aus Hispanics oder Latinos.
Das durchschnittliche Jahreseinkommen pro Haushalt lag bei 53.270 USD, dabei lebten 17,2 % der Bevölkerung unter der Armutsgrenze.

## Kultur und Sehenswürdigkeiten

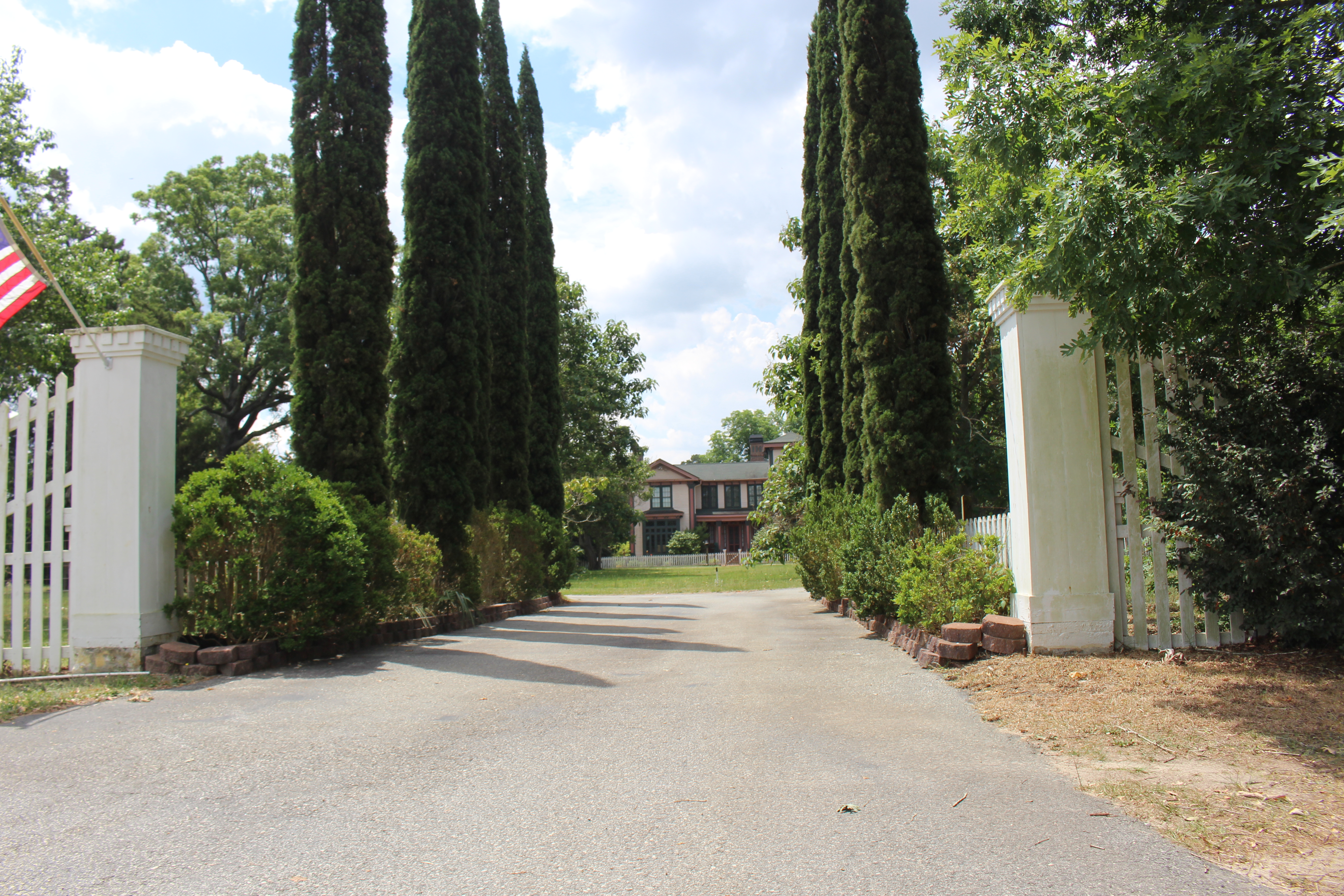
Davis-Felton Plantation (2021). Die ehemalige Plantage liegt nahe Henderson ist auch unter dem Namen Mossy Hill bekannt. Das Herrenhaus entstand um 1855 im Italianate-Stil. Der Historic District enthält insgesamt 16 Objekte, die zur Schutzwürdigkeit beitragen (Contributing Properties). Im November 1979 wurde die Davis-Felton Plantation als erstes Objekt im County in das NRHP eingetragen.

Drei Bauwerke und ein Historic District („historischer Bezirk“) im Houston County sind im National Register of Historic Places („Nationales Verzeichnis historischer Orte“; NRHP) eingetragen (Stand 20. Januar 2024), darunter ein ehemaliger Bahnhof, ein Hotel und eine Plantage.

## Orte im Houston County
Orte im Houston County mit Einwohnerzahlen der Volkszählung von 2010:
Cities:
- Byron – 4.512 Einwohner
- Centerville – 7.148 Einwohner
- Perry (County Seat) – 13.839 Einwohner
- Warner Robins – 66.588 Einwohner

Census-designated place:
- Robins Air Force Base – 1.170 Einwohner